# جدري

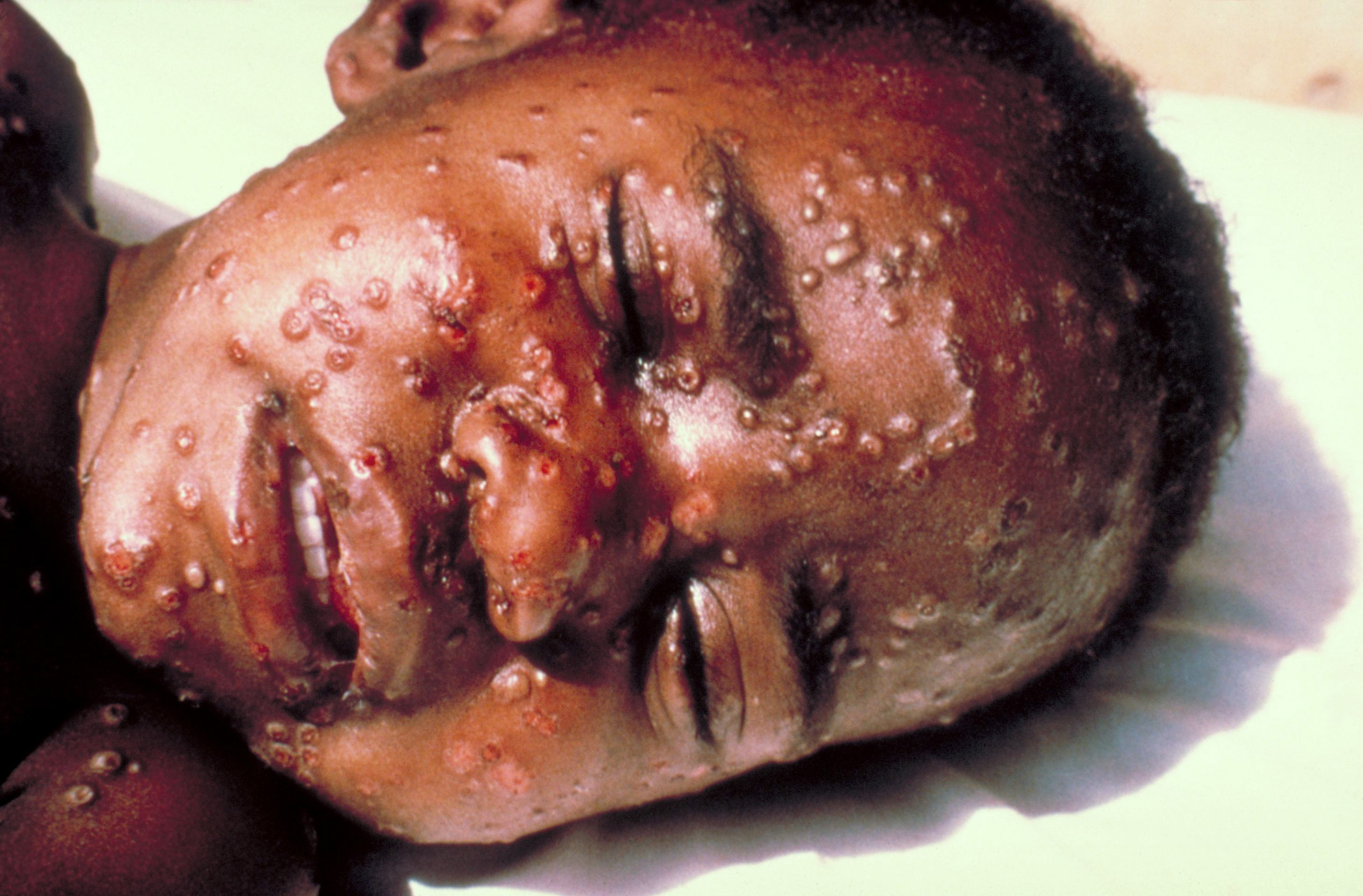
أعراض الجدري

الجُـدَرِيّ أو الجَـدَرِيّ أو جدري كبير (بالإنجليزية: Smallpox) والمُصاب به مَجْدُور هو مرض معدي ذو أصل فيروسي وشديد العدوى وبائيًا بسبب فيروس الجُدَرِيُّ الكبير (وهو الأكثر شيوعًا والأكثر شدة) والجدري الصغير وهو الأقل شدة وانتشارًا، وتشمل الأعراض الأولية للمرض الحمى والقيء. ويتبعها تكوين تقرحات على مستوى الفم وطفح جلدي. على مدى عددٍ من الأيام يتحول الطفح الجلدي إلى بثور مملوءة بالسوائل مع انبعاج في المركز. ثُم ترتطم البثور وتنتشر على مستوى الجسم، وتُكوّن قشرةً على البثور ما تلبث أن تسقط مخلفةً ندبة في
مكانها. ينتشر المرض بسبب العدوى بين الناس أو عن طريق الأشياء الملوثة.
أصل الجدري غير معروف. يرجع أقدم دليل على المرض إلى القرن الثالث قبل الميلاد في المومياوات المصرية. ظهر المرض في القرن الثامن عشر مُتفشيًا في أوروبا ، يُقدر عدد الأشخاص الذين ماتوا بسبب المرض بـ400,000 شخص سنويًا، وثُلث الحالات أدت إصابتها إلى العمى. وشملت هذه الوفيات ستة ملوك. ويقدر أن الجدري قد قتل ما يصل إلى 300 مليون شخص في القرن العشرين وحوالي 500 مليون شخص في السنوات المئة الأخيرة من وجوده. وفي عام 1967، حدثت 15 مليون حالة في السنة.
يعد الجدري هو أول مرض ينتصر عليه البشر،  حيث تمَّ الإبلاغ عن الحالة الأخيرة للجدري في عام 1977، في عام 1980 أعلنت منظمة الصحة العالمية أنه تم القضاء على المرض تماماً. بدأ تلقيح الجدري في الصين حوالي القرن التاسع عشر. تبنت أوروبا هذه الممارسة من آسيا في النصف الأول من القرن الثامن عشر. في عام 1796 قدم إدوارد جينر لقاح الجدري الحديث. في عام 1967، كثفت منظمة الصحة العالمية جهودها للقضاء على المرض. الجدري هو واحد من اثنين من الأمراض المعدية التي تم القضاء عليها، والآخر هو الطاعون البقر في عام 2011. استُخدم مصطلح «الجدري» لأول مرة في بريطانيا في أوائل القرن السادس عشر لتمييز المرض عن الزهري، والذي كان يعرف آنذاك باسم «الجدري الكبير». وتشمل الأسماء التاريخية الأخرى لهذا المرض، الجدري، وحش مبقع، والطاعون الأحمر.

## تصنيفات المرض
| نوع الجدري                           | العادي المتكدس | العادي جزئي التكدس | العادي المتفرق | المعدل | المسطح | النزفي المبكر | النزفي المتأخر |
| معدل الإماتة للحالات غير المطعمة     | 62%            | 37%                | 9.3%           | 0%     | 96.5%  | 100%          | 96.8%          |
| معدل الإماتة للحالات المطعمة         | 26.3%          | 8.4%               | 0.7%           | 0%     | 66.7%  | 100%          | 89.8%          |
| معدل التكرار بين الحالات غير المطعمة | 22.8%          | 23.9%              | 42.1%          | 2.1%   | 6.7%   | 0.7%          | 1.7%           |
| معدل التكرار بين الحالات المطعمة     | 4.6%           | 7%                 | 58.4%          | 25.3%  | 1.3%   | 1.4%          | 2.0%           |

للجدري شكلان رئيسيان؛ الجدري الكبير والجدري الصغير. الجدري الكبير هو الشكل الأكثر شيوعًا وإثارة للقلق، والمسبب لطفح جلدي واسع الانتشار في الجسم وحرارة عالية. أما الجدري الصغير فهو أقل شيوعًا وأقل حدة، ويسبب الجدري المتفرق الذي نجم عنه تاريخيًا معدل وفاةٍ أقل من 1%. يوجد أيضًا عدوى فيروس الجدري بدون أعراض ولكنها ليست شائعة. وقد شوهدت حالات جدري دون ثوران - جدري دون طفح جلدي - في الأفراد الذين تلقوا التطعيم، ويمكن التعرف على هذا الشكل من أشكال الجدري عبر ظهور الحرارة بعد فترة حضانة الفيروس ويمكن تأكيد الإصابة به فقط عبر تحليل الأجسام المضادة أو نادرًا عبر عمل مزرعة فيروسات. لفيروس الجدري أشكالٌ سريعة الانتشار ومميتة وهما الخبيث (المسطح) والنزفي.

## اكتشاف اللقاح

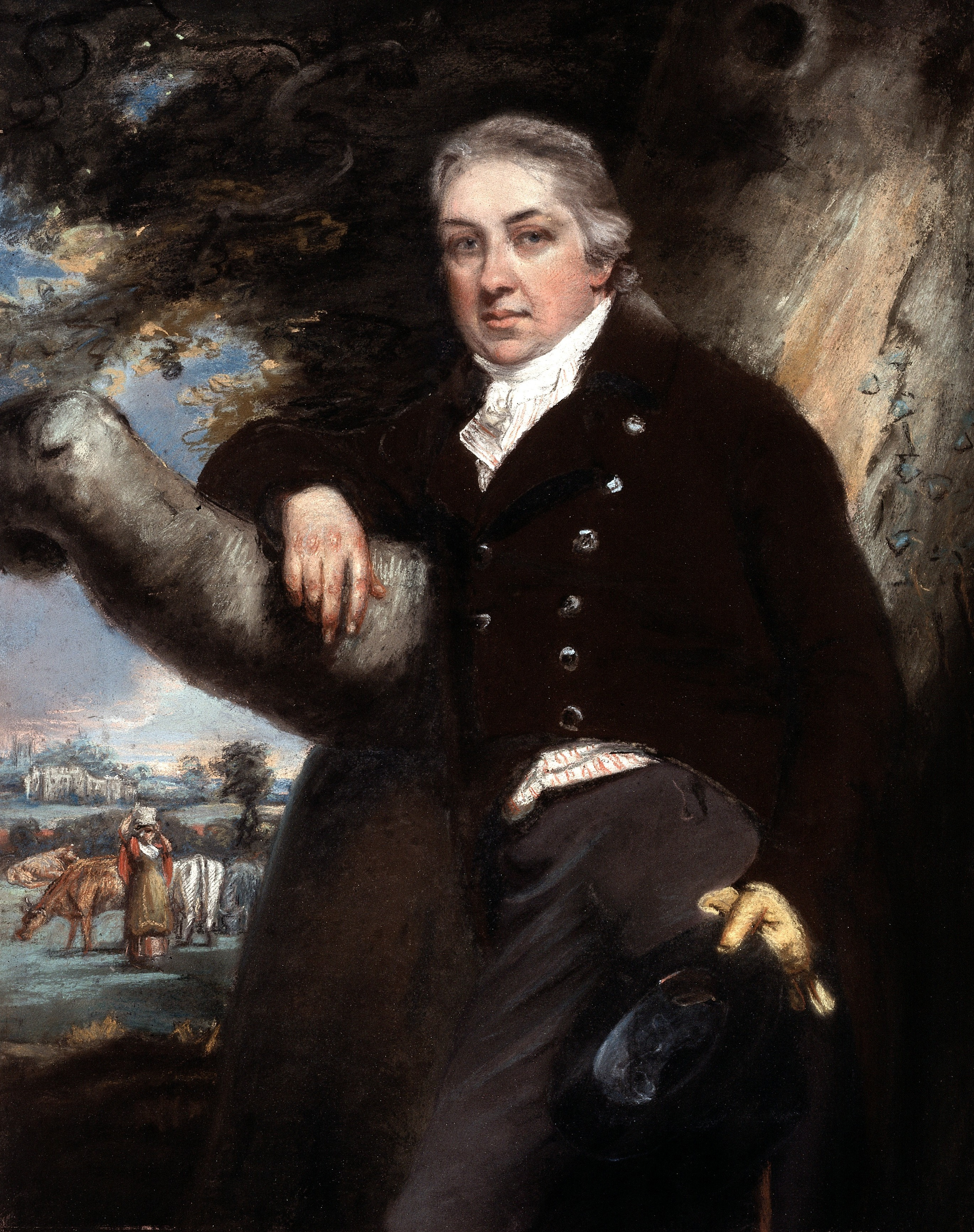
صورة لإدوارد جينر، وفي الخلفية حلابة أبقار سارة نيلمس، التي ساهمت في اكتشافه للقاح.

في أواخر القرن الثامن عشر، قام إدوارد جينر بملاحظة ودراسة الآنسة ساره نيلمس حلابة البقر التي أصيبت بالجدري سابقا ووجدت بعد ذلك محصّنه ضدّ الجدري وذلك لأنها كانت قد أصيبت بحمى جدري البقر (cowpox). فاستنتج جينر أن أخذ مواد من جلد المصابة وحقنها بشخص آخر لإصابته بنفس المرض سوف يولد مناعة مستقبلية ضد مرض الجدري وذلك لأن هذا المرض هو مشابه للجدري ولكنه أقل خطورة. طوّر جينر اللقاح الأول مستند على هذه النتائج؛ بعد جهد طويل (لكن ناجح) قام بحملة تطعيم استمرت إلى أن أعلنت منظمة الصحة العالمية استئصال الجدري من العالم في عام 1980.

## انتقال المرض
الجـدَرِيّ هو مرض معد للغاية ولكنه ينتشر ببطء أكثر وعلى نطاق أضيق من بعض الأمراض الفيروسية الأخرى، ربما لأن الانتقال يقتضي اتصال وثيق ويحدث بعد ظهور الطفح الجلدي. يتأثر أيضا المعدل العام للإصابة بالمدة القصيرة من المرحلة المعدية.

## انتقال العدوى
يتسبب مرض الجدري عن طريق العدوى بفيروس الجدري،
تنتقل العدوى من خلال استنشاق الهواء فيروس الجدري ومن خلال قطرات من الغشاء المخاطي للفم، والأنف والبلعوم فهو ينتقل من شخص لآخر
عن طريق الاتصال وجها لوجه لفترات طويلة مع شخص مصاب، وعادة على مسافة 6 أقدام (1.8 متر)، لفترات طويلة مع شخص مصاب،
يمكن أيضا أن ينتشر من خلال الاتصال المباشر أو مع سوائل الجسم المصاب وكذلك ينتشر من خلال (أدوات المصاب) مثل الفراش أو الملابس
نادرا ما تم انتشار الجدري عن طريق فيروس يحمله الهواء في الأماكن المغلقة مثل الحافلات والقطارات والغرف المغلقة
يمكن للفيروس أن ينتقل في جميع أنحاء الجسم ويمكن ان ينتقل عن طريق الحشرات أو الحيوانات،
إذا لم يتم التغلب على انتشار المرض، يعتبر من الحالات المميتة من فيروس الجدري العادي، وتحدث الوفاة عادة بين يوم العاشر والسادس عشر للمرض سبب الوفاة من مرض الجدري ليست واضحة.

## العلامات والأعراض
كانت الأعراض الأولية مشابهة للأمراض الفيروسية الأخرى التي ما تزال موجودة، مثل الإنفلونزا والزكام، وتشمل: حمى لا تقل عن 38.3 درجة مئوية (101 درجة فهرنهايت)، وآلام في العضلات، وتوعك، وصداع، وإعياء. تظهر علامات إصابة القناة الهضمية أيضًا وينتج غثيان وقيء وآلام في الظهر. عادةً ما تستمر مرحلة البوادر المبكرة بين 2 - 4 أيام. بحلول الأيام 12 - 15، تظهر أولى الآفات المتمثلة ببقعٍ حمراء صغيرة تسمى طفح باطن على الأغشية المخاطية للفم واللسان والحنك والحلق، وتنخفض درجة الحرارة لتصبح شبه طبيعية. تتضخم هذه الآفات وتتمزق بسرعة، وتحرر كميات كبيرة من الفيروس في اللعاب.
يهاجم فيروس الجدري خلايا الجلد، ما يسبب ظهور البقع المميزة المرتبطة بالمرض. يظهر طفح جلدي على الجلد بعد 24 - 48 ساعة من ظهور آفات على الأغشية المخاطية. تظهر البقع بدايةً على الجبهة، ثم تنتشر بسرعة إلى كامل الوجه والأجزاء القريبة من الأطراف والجذع وأخيرًا إلى الأجزاء البعيدة من الأطراف. لا تستغرق العملية أكثر من 24 - 36 ساعة، ولا تظهر آفات جديدة بعدها. في هذه المرحلة، يمكن أن تأخذ عدوى الجدري الكبير مجريات مختلفة، ما يؤدي إلى ظهور أربعة أنواع من مرض الجدري بناءً على تصنيف راو: الجدري العادي، والمعدل، والخبيث (المسطح)، والنزفي. تاريخيًا، كان معدل الوفيات الإجمالي للجدري العادي نحو 30%، وكانت الأشكال الخبيثة والنزفية مميتة عادةً. لم يكن الشكل المعدل مميتًا غالبًا. في حالات الجدري النزفي، يحدث نزف قبل ظهور أي آفات جلدية.

### الجدري العادي
كانت 90% أو أكثر من حالات الجدري بين المرضى غير المطعمين من النوع العادي. في هذا النوع، تتحول البقع إلى حطاطات بارزة في اليوم الثاني من بداية الطفح الجلدي. بحلول اليوم الثالث أو الرابع، تمتلئ الحطاطات بسائل براق لتتطور إلى حويصلات. يصبح هذا السائل معتمًا وعكرًا خلال 24-48 ساعة، ما يؤدي إلى ظهور نفطات.
بحلول اليوم السادس أو السابع، تتحول جميع الآفات الجلدية إلى نفطات. خلال 7-10 أيام، تنمو النفطات لتبلغ أقصى حجم لها. تكون النفطات بارزة وحادة، وعادةً ما تكون مستديرة ومشدودة وقاسية الملمس. تنغرس النفطات بعمق في الأدمة، ما يمنحها ملمس حبوب صغيرة في الجلد. يتسرب السائل ببطء من النفطات، وبحلول نهاية الأسبوع الثاني، تكون النفطات قد فرغت تمامًا وبدأت تجف، وتشكل قشورًا. بحلول اليوم 16-20، تتشكل قشور على جميع الآفات، والتي تبدأ بالزوال، مخلفةً ندبات ناقصة الصباغ.
ينتج عن الجدري العادي بشكل عام طفح جلدي مميز، إذ تبرز النفطات على الجلد بشكل منفصل. ينتشر الطفح الجلدي بكثافة على الوجه، ويكون أكثر كثافة على الأطراف منه على الجذع، وأكثر كثافة في الأجزاء البعيدة من الأطراف منه على الأجزاء القريبة. يمتد الطفح إلى راحة اليدين وباطن القدمين في معظم الحالات. في بعض الأحيان، تندمج البثور ضمن صفائح، وتشكل طفحًا جلديًا متكدسًا، والذي يفصل الطبقات الخارجية من الجلد عن الجسم الأساسي. غالبًا ما يظل المصابون بالجدري المتكدس مرضى حتى بعد تغطية القشور لجميع الآفات. في سلسلة من الحالات، بلغ معدل إماتة الحالات في مرض الجدري المتكدس 62%.

### الجدري المعدل
بالإشارة إلى طبيعة الطفح وسرعة تطوره، يصيب الجدري المعدل غالبًا الأشخاص المطعمين مسبقًا. يعد نادر الحدوث بين الأشخاص غير المطعمين، فقد أظهرت إحدى دراسات الحالة أن نسبة الإصابة بالجدري المعدل بلغت 1-2% مقارنة بنسبة 25% بين الأشخاص الملقحين. في هذا الشكل، تحدث البوادر المرضية نفسها لكن قد تكون أقل حدة منها في النوع العادي. لا تحدث حمى عادةً أثناء تطور الطفح الجلدي. تكون الآفات الجلدية أقل عددًا وتتطور بسرعة أكبر، وتكون أكثر سطحية، ولا تبدي المظهر الموحد للجدري النموذجي. نادرًا ما كان الجدري المعدل قاتلًا. كان من السهل الخلط بين هذا النوع من الجدري الكبير وبين جدري الماء.

### الجدري الخبيث
في الجدري الخبيث (يسمى أيضًا الجدري المسطح)، تبقى الآفات منتشرة على الجلد تقريبًا في نفس الوقت الذي تتكون فيه الحويصلات البارزة في النوع العادي. لم يُعرف سبب ظهور هذا النوع لدى بعض المرضى. تاريخيًا، كان مسؤولًا عن 5-10% من الحالات، وحدثت معظمها (72%) بين الأطفال. كان الجدري الخبيث مصحوبًا بمرحلة بوادر شديدة استمرت 3-4 أيام، مع ارتفاع في درجة الحرارة لفترات طويلة، وأعراض شديدة لتفيرس الدم. استمرت الأعراض البادرية حتى بعد ظهور الطفح الجلدي. كان الطفح الجلدي على الأغشية المخاطية (الطفح الباطن) واسع النطاق. تتشكل الآفات الجلدية ببطء، وعادةً ما تكون متكدسة أو شبه متكدسة، وبحلول اليوم السابع أو الثامن، تصبح مسطحة وتبدو وكأنها مطمورة في الجلد. على عكس الجدري من النوع العادي، تحوي الحويصلات نسبة قليلة من السوائل، وتكون ناعمة ومخملية الملمس، وقد تحوي نزوف. كان الجدري الخبيث قاتلًا في أغلب الحالات، وعادةً ما تحدث الوفاة بين اليومين الثامن والثاني عشر من المرض. في كثير من الأحيان، قبل يوم أو يومين من الوفاة، تصبح الآفات رمادية اللون، وكانت هذه، إلى جانب انتفاخ البطن، علامة إنذارية سيئة. يُعتقد أن هذا النوع ناتج عن نقص المناعة الخلوية ضد الجدري. إذا تعافى الشخص، تتلاشى الآفات تدريجيًا ولا تشكل ندبات أو قشور.

### الجدري النزفي
الجدري النزفي هو شكل حاد مترافق بنزف شديد في الجلد والأغشية المخاطية والجهاز الهضمي والأحشاء. يتطور هذا الشكل لدى 2% من الإصابات ويحدث غالبًا بين البالغين. لا تتشكل النفطات عادةً في الجدري النزفي. بدلًا من ذلك، يحدث نزف تحت الجلد، ما يجعلها تبدو متفحمة وسوداء، ولذلك، يُشار إلى هذا النوع من المرض أيضًا باسم «الجدري الأسود». نادرًا ما يحدث الجدري النزفي بسبب الجدري الصغير. قد يحدث النزف في الحالات الخفيفة ولا يؤثر على النتائج، لكن عادةً ما يكون الجدري النزفي مميتًا. لا يبدو أن التطعيم يوفر أي مناعة لأي شكل من أشكال الجدري النزفي، بل وحدثت بعض الحالات بين الأشخاص المطعمين مرة ثانية قبل فترة وجيزة من الإصابة. له شكلان، مبكر ومتأخر.

## المضاعفات
هو أكثر شيوعا في البالغين ويمكن أن يتسبب العجز المؤقت 2%
دائم الندوب على الوجه 2%
تشكيل بثور على الجفن والملتحمة، والقرنية، مما يؤدي إلى مضاعفات مثل التهاب الملتحمة، قرحة القرنية، القرنية، التهاب القزحية والتهاب الجسم الهدبي، وضمور العصب البصري. الذي ينتج العمى 40٪
نزيف الجدري النزفي تحت الملتحمة والشبكية 2%
تورم المفاصل والعظام والتهاب المفاصل يؤدي إلى تشوهات الأطراف 5 %

## العلاج
يمنع التطعيم ضد الجدري في غضون ثلاثة أيام من التعرض أو يقلل بشكل كبير من شدة الأعراض في أغلب الحالات. يمكن أن يوفر التطعيم بعد 4-7 أيام من التعرض حماية من المرض أو قد يغير من شدة المرض. بخلاف التطعيم، يعتبر علاج الجدري داعمًا بشكل أساسي، ويشمل العناية بالجروح والسيطرة على العدوى، والعلاج بالسوائل، ويمكن الاستعانة بجهاز التنفس الاصطناعي. يتم التعامل مع أنواع الجدري المسطحة والنزفية بنفس العلاجات المستخدمة لعلاج الصدمة، مثل الإنعاش بالسوائل. قد يعاني المصابون بأنواع شبه متكدسة من الجدري من مشاكل علاجية مماثلة للمرضى الذين يعانون من حروق جلدية واسعة النطاق.

## شخصيات أصيبت بالجدري
- أبو طاهر القرمطي، وتوفي بسببه عام (332 هـ / 944 م).
- أبو العلاء المعري (449هـ/1058م) وفقد بصره جراء إصابته بهذه المرض وعمره 4 سنوات.
- الشاعر اليمني عبد الله البردوني فقد بصره بسبب الجدري في عمر مبكر جدا.[بحاجة لمصدر]
- الخليفة العباسي أبو العباس السفاح، وتوفي بسببه عام (136هـ/754م).

## معرض صور

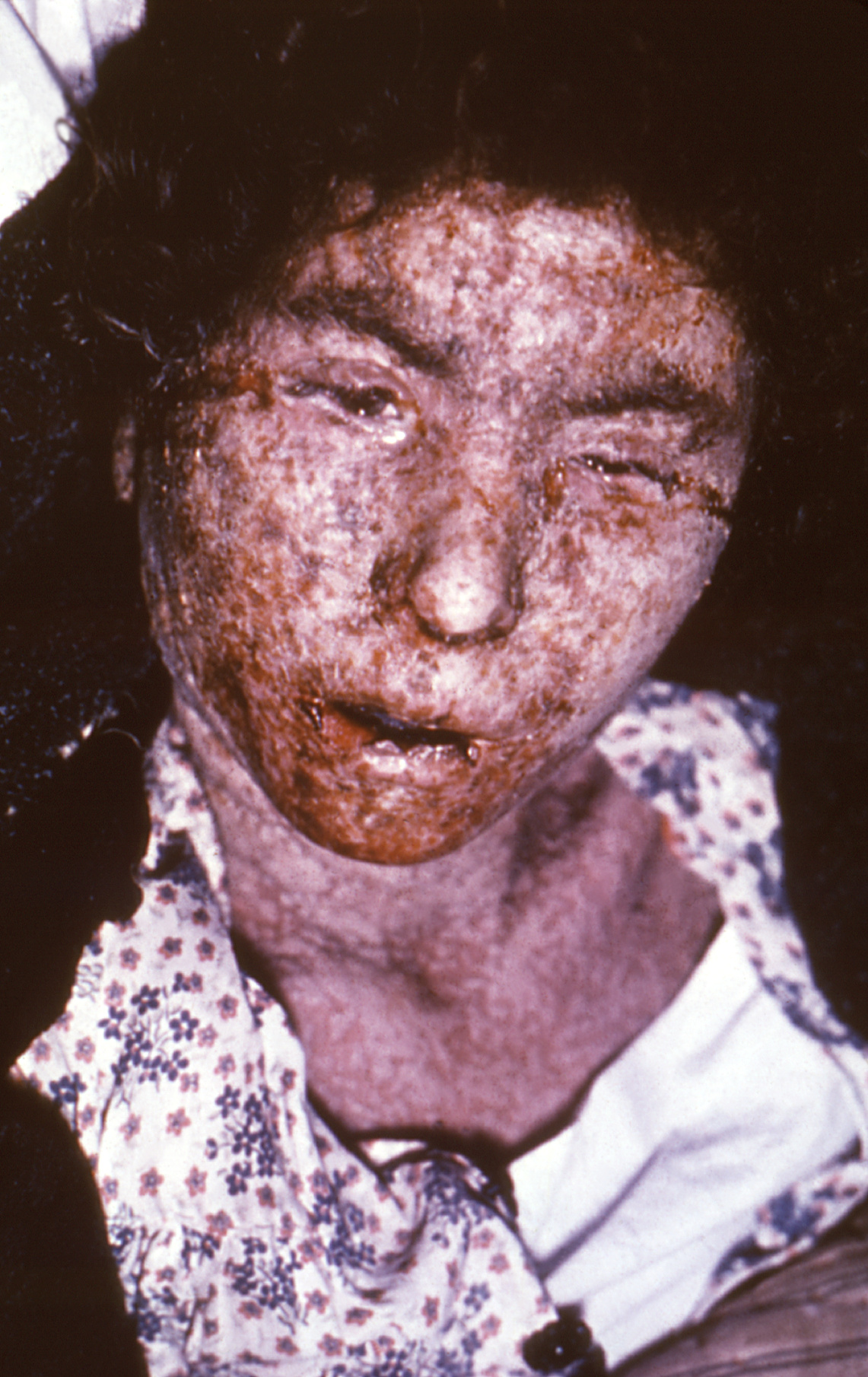
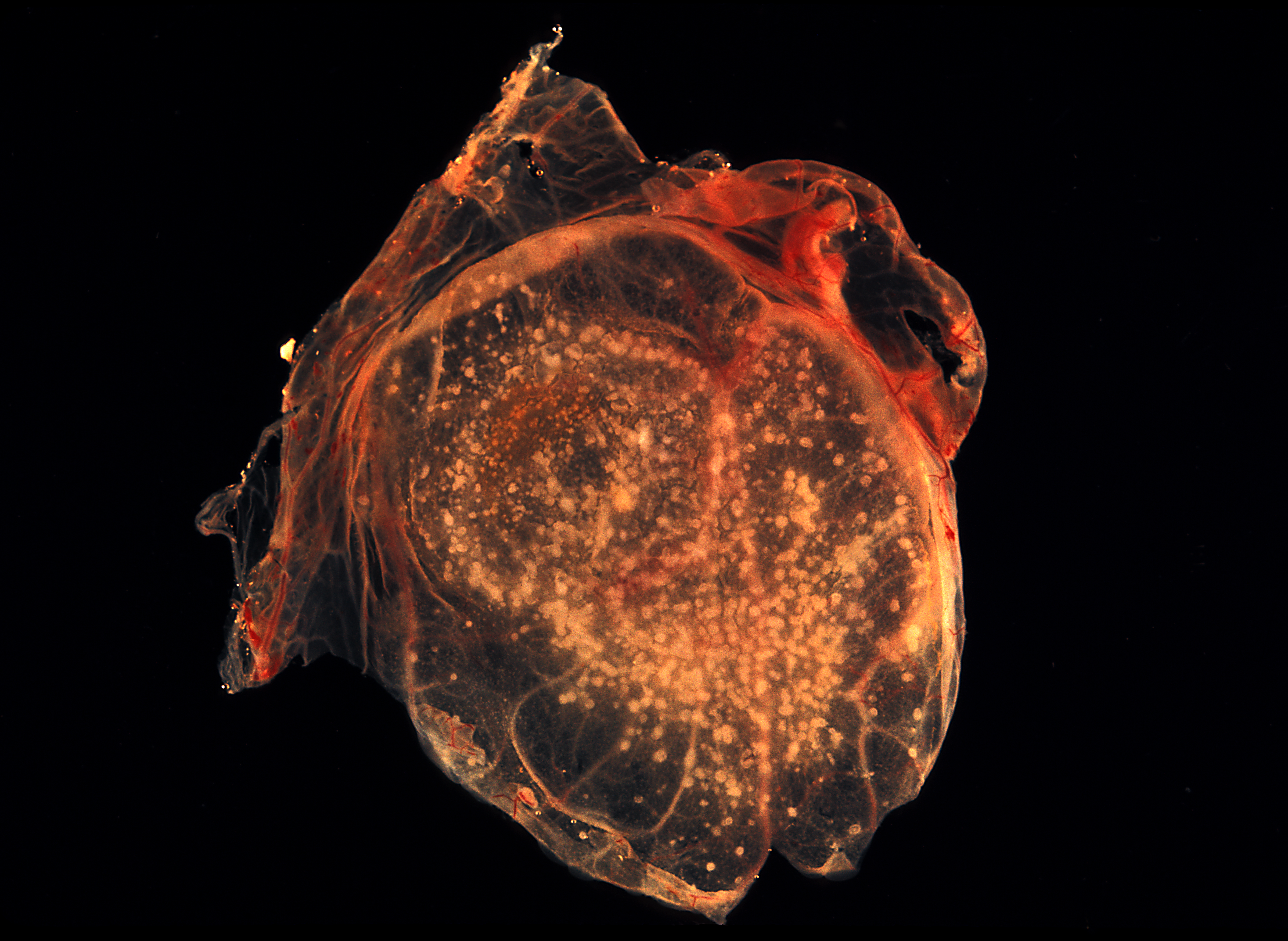